# أحمد السيهاتي
أحمد مدن السيهاتي لاعب كرة قدم سعودي و يلعب في مركز مدافع.

## مسيرة اللاعب
لعب سابقاً في أندية الخليج والصفا و ضمك و القيصومة و الجندل و الثقبة و الكوكب و جرش.